# Sam Lee
Samuel "Sam" Lee was een Amerikaans jazzmuzikant. Als instrumentalist speelde hij voornamelijk tenorsaxofoon en klarinet en daarnaast was hij ook bekend vanwege zijn krachtige en rauwe stem.

## Biografie
Sam Lee werd in februari 1911 geboren in Napoleonville, Louisiana. Hij leerde als kind viool bespelen en verhuisde in 1926 op vijftienjarige leeftijd naar New Orleans waar hij klarinet en later ook tenorsaxofoon leerde en speelde onder begeleiding van jazzmuzikanten Davey Jones en Emanuel Sayles.
In 1933 speelde hij in bands van bekende jazzmuzikanten zoals Sweet Emma Barrett en Sam Morgan en nam voor het eerst op met Papa Celestin's Tuxedo Jazz Band in 1947.
Lee speelde in meerdere jazzbands in New Orleans maar toonde ook interesse in andere muziekstijlen. In 1952 verhuisde hij naar Californië en speelde in de Young Men of New Orleans Band, maar pas na zijn ontmoeting met drummer Barry Martyn werd hij naast zijn samenwerking in groepen als Martyn's Legends of Jazz en de Louisiana Shakers ook als soloartiest actief.
Als soloartiest speelde hij diverse stijlen met meer neigingen tot swingjazz en blues en trad hij veel op tijdens tours in Europa. Hier speelde hij met verscheidene Europese jazzmuzikanten zoals Sammy Rimington, Jon Marks en Koen De Cauter met wie hij zijn plaat Sam Lee and Friends: In Town uitbracht in 1987.